# Remändesbeslag

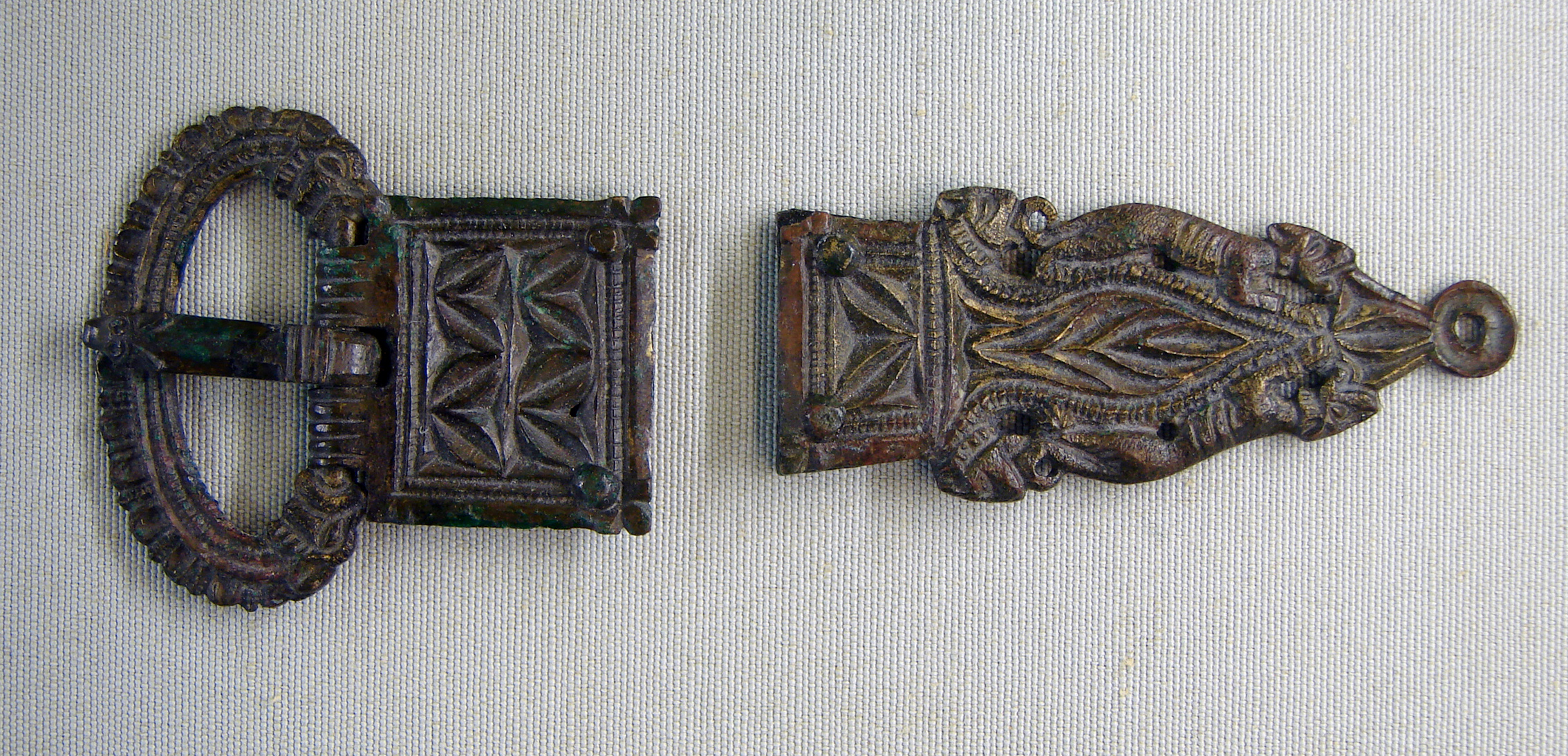
Bältesspänne med matchande remändesbeslag i gallo-romersk stil hittat i en mansgrav i Monceau-le-Neuf i Aisne i Frankrike.

Ett remändesbeslag är en liten platta, vanligen i metall, avsedd att sitta på den fria änden av en rem i ett bälte, en bältesväska eller i en hästmundering. Remändesbeslag användes främst under vikingatiden och medeltiden. De är ofta dekorerade enligt tidens mode.